# جون بي فولتون
جون بي فولتون (بالإنجليزية: John P. Fulton)‏ هو مصور سينمائي أمريكي، ولد في 4 نوفمبر 1902 في بياتريس في الولايات المتحدة، وتوفي في 5 يوليو 1966 في لندن في المملكة المتحدة.

## وصلات خارجية
- جون بي فولتون على موقع IMDb (الإنجليزية)
- جون بي فولتون على موقع أول موفي (الإنجليزية)
- جون بي فولتون على موقع قاعدة بيانات الأفلام السويدية (السويدية)
- جون بي فولتون على موقع قاعدة بيانات الفيلم (الإنجليزية)